# Рандаллстаун (Меріленд)
Рандаллстаун (англ. Randallstown) — переписна місцевість (CDP) в США, в окрузі Балтимор штату Меріленд. Населення — 33 655 осіб (2020).

## Географія
Рандаллстаун розташований за координатами 39°22′19″ пн. ш. 76°48′7″ зх. д. / 39.37194° пн. ш. 76.80194° зх. д. (39.371896, -76.801948).  За даними Бюро перепису населення США в 2010 році переписна місцевість мала площу 26,50 км², з яких 26,46 км² — суходіл та 0,04 км² — водойми.

## Демографія
Згідно з переписом 2010 року, у переписній місцевості мешкало 32 430 осіб у 11 980 домогосподарствах у складі 8489 родин. Густота населення становила 1224 особи/км².  Було 12634 помешкання (477/км²).
Расовий склад населення:
| - 80,7 % — чорних або афроамериканців - 13,5 % — білих - 2,0 % — азіатів - 0,2 % — корінних американців - 1,2 % — осіб інших рас |

До двох чи більше рас належало 2,3 %. Частка іспаномовних становила 2,7 % від усіх жителів.
За віковим діапазоном населення розподілялося таким чином: 24,0 % — особи молодші 18 років, 62,8 % — особи у віці 18—64 років, 13,2 % — особи у віці 65 років та старші. Медіана віку мешканця становила 40,2 року. На 100 осіб жіночої статі у переписній місцевості припадало 83,2 чоловіків;  на 100 жінок у віці від 18 років та старших — 78,4 чоловіків також старших 18 років.
Середній дохід на одне домашнє господарство  становив 87 377 доларів США (медіана — 73 397), а середній дохід на одну сім'ю — 101 247 доларів (медіана — 86 159). Медіана доходів становила 56 341 долар для чоловіків та 51 854 долари для жінок. За межею бідності перебувало 10,0 % осіб, у тому числі 15,1 % дітей у віці до 18 років та 8,0 % осіб у віці 65 років та старших.
Цивільне працевлаштоване населення становило 17 241 осіб. Основні галузі зайнятості: освіта, охорона здоров'я та соціальна допомога — 32,0 %, публічна адміністрація — 14,6 %, науковці, спеціалісти, менеджери — 10,1 %, роздрібна торгівля — 9,1 %.